# Galerella flavescens
Galerella flavescens (ангольська струнка мангуста) — рід ссавців, представник ряду хижих із родини мангустових.

## Поширення
Ця мангуста проживає у південно-західній Анголі й північно-західній і північно-центральній Намібії. Про неї мало інформації, однак, вважається, що він поширений у посушливих регіонах. Іноді її плутають з карликовою мангустою Helogale parvula, яка перекриває діапазон проживання, а також є темного кольору в цій частині свого ареалу. У північній Намібії, серед середовищ проживання домінують великі гранітні валуни, і дренажні канави й лісисті насадження, що з'єднують їх, в результаті чого населення сильно фрагментоване. Немає ніякої інформації про уподобання щодо середовища проживання тварин в Анголі.

## Загрози та охорона
Загрози для виду невідомі. Вид зареєстрований на кількох природоохоронних територіях.